# Kendra Young
Kendra Young (née en 1981, morte en 1998 à Sunnydale en Californie) est un personnage fictif créé par Joss Whedon pour la série télévisée Buffy contre les vampires. Le personnage est joué par Bianca Lawson.

## Apparitions
Kendra apparaît dans l'épisode Kendra, partie 1. Elle traque Angel et finit par se battre contre Buffy Summers qui veut protéger le vampire. Elle révèle alors qu'elle aussi est une Tueuse de vampires. Dans Kendra, partie 2, les deux Tueuses s'allient pour libérer Angel de Drusilla et Spike, puis Kendra repart. Elle revient à Sunnydale lorsqu'elle apprend que le démon Acathla est sur le point de se réveiller dans l'épisode Acathla, partie 1. Elle donne son pieu préféré à Buffy au cas où les choses tourneraient mal. Elle surnomme d'ailleurs ce dernier "monsieur pointu" et protège Willow Rosenberg lorsque celle-ci essaye de réaliser le rituel permettant de restaurer l'âme d'Angel, mais Kendra est tuée par Drusilla qui l'hypnotise avant de lui trancher la gorge dans la bibliothèque du lycée.

## Analyse
Kendra méprise les émotions, qu'elle considère comme une faiblesse. Son refus de reconnaître la relation entre Buffy et Angel va d'ailleurs dans ce sens. En fait, elle vit uniquement en tant que Tueuse, c'est-à-dire qu'elle investit la sphère publique « masculine » en négligeant totalement les relations extérieures, alors que Buffy cherche à concilier les deux. Le personnage de Kendra n'existe que pour exécuter les ordres. Elle ne s'écarte pas du chemin prescrit par le conseil des Observateurs et ne fait aucun choix propre. N'ayant jamais appris à remettre en question ce qu'on lui ordonne, elle est incapable de résister à l'hypnose de Drusilla, tandis que Buffy était capable de résister et à celle du maître et à celle de Dracula.
Kendra est initialement rejetée par Buffy, qui la voit comme une menace concernant son statut de Tueuse. Kendra représente en effet la mortalité et la faillibilité de Buffy puisqu'elle a été activée par sa (brève) mort, et Buffy répond à cette menace en cherchant à discréditer les compétences de Kendra. Elle finit néanmoins par la reconnaître comme son égale, alors que Kendra adopte pour sa part certains traits du comportement de Buffy, mais c'est là que le destin tragique de Kendra se révèle puisque c'est cette acceptation de sa légitimité qui conduira plus tard à sa mort. 
Sa fonction narrative se limite ainsi à mettre en valeur la manière dont Buffy gère sa nature de Tueuse en illustrant une autre manière de le faire. Dans une moindre mesure, Faith aura aussi ce rôle, mais son développement au cours des saisons en fera un personnage à part entière.